# Caprinia marginata
Caprinia marginata là một loài bướm đêm trong họ Crambidae.